# Alternatim
Alternatim (с лат. — по очереди, попеременно) — техника «альтернативного» исполнения псалмов, библейских песней, а также строфических форм григорианского хорала, вокального или вокально-инструментального. Получила распространение в западноевропейской церковной музыке Средневековья, Возрождения и барокко.

## Краткая характеристика
В технике alternatim часто распевались тексты гимнов, секвенций, больших марианских антифонов (например, Salve Regina), псалмов (Miserere), кантиков (Benedictus, магнификата), частей ординария мессы (особенно Kyrie) .
Один стих таких молитв распевался, как обычно, монодически, а другой — в виде многоголосной обработки хорала или стандартного псалмового тона — вокально (хором или ансамблем) либо инструментально — как правило, на органе. Из практики органной импровизации на хорал развились специфические формы органной музыки — версеты и органная месса.
Типичная схема alternatim-исполнения Kyrie:
| № стиха |                         |
| ------- | ----------------------- |
| 1.      | Kyrie Kyrie Kyrie       |
| 2.      | Christe Christe Christe |
| 3.      | Kyrie Kyrie Kyrie       |

Примечание к таблице. Курсивом показаны органные проигрыши вместо соответствующих стихов (либо вставки «композиторского» хорового многоголосия), прямым — стихи, распеваемые монодически.

## Исторический очерк
Техника alternatim развилась из традиции антифонного распева псалмов. Наиболее ранним примером alternatim-композиции считается аллилуйя Angelus Domini из Шартрской рукописи Ms 109 (ок. 1100). Впервые рутинно в технике alternatim исполнялись большие органумы школы Нотр-Дам. Примеры alternatim-композиций в эпоху Возрождения: гимн Ave maris stella Дюфаи (многоголосно, в технике фобурдона, распеваются чётные строфы), Dies irae из реквиема Брюмеля (многоголосно распеваются нечетные строфы секвенции), магнификаты Н. Гомберта и К. Меруло, большинство (20 из 36) месс Х. Изака, 9 «мантуанских» месс и сборник «Hymni totius anni» Палестрины, Miserere и Benedictus Джезуальдо (многоголосно распеваются нечётные стихи), органные версеты (на Kyrie, стихи магнификата и др.) А. Кабесона, знаменитое «Miserere» Г.Аллегри. В музыкальном оформлении богослужения у протестантов место григорианского хорала заняла церковная песня (см. Протестантский хорал). Множество alternatim-композиций в эпоху барокко оставили М. Преториус и С. Шейдт.
Практикой alternatim объясняется (кажущаяся) «неполнота» средневековых и ренессансных записей церковного многоголосия (рукописных и раннепечатных): композиторы выписывали только те стихи, которые они обрабатывали (монодические распевы были и без того известны певчим).